# Toshiba
Toshiba Corporation (jap. 株式会社東芝 Kabushiki-gaisha Tōshiba) (TYO: 6502) japanski je konglomerat multinacionalnih korporacija sa sjedištem u japanskoj prijestolnici, Tokiju. Glavni poslovi vezani uz taj konglomerat su infrastruktura te proizvodnja potrošačkih proizvoda, elektroničkih uređaja i komponenti.
Toshiba se nalazi na ljestvici 20 vodećih kompanija na Svijetu, te je 2009. bila 5. vodeći svjetski proizvođač osobnih računala, iza američkih Hewlett-Packarda i Della, tajvanskog Acera i kineskog Lenova.
Toshiba je raznoliki proizvođač koji obuhvaća proizvodnju elektroničkih i električkih uređaja i komponenti, komunikacijskih i |informacijskih sustava i tehnologija, rješenja i usluge temeljene na| Internetu, elektroenergetskih sustava, industrijskih i društvenih infrastrukturnih sustava i kućanskih aparata.

## Povijest
Toshiba je osnovana spajanjem dviju kompanija 1939.
Prva kompanija, Tanaka Seizosho (Tanaka inženjerski poslovi) bila je prvi japanski proizvođač telegrafske opreme, koju je 1875. osnovao Hisashige Tanaka. 1904. ime kompanije je promijenjeno u Shibaura Seisakusho (Shibaura inženjerski poslovi). Tokom prve polovice 20. stoljeća, kompanija Shibaura postala je najveći proizvođač teških električnih strojeva, čime se Japan modernizirao tokom Meiji ere i postao industrijska sila.
Druga kompanija, Hakunetsusha, osnovana 1890., bila je prvi japanski proizvođač električnih žarulja sa žarnom niti. S vremenom je proizvodnja tvrtke preinačena u proizvodnju proizvoda široke potrošnje. 1899. tvrtka mijenja ime u Tokyo Denki (Tokio Electric).
1939. spajanjem tvrtki Shibaura Seisakusho i Tokyo Denki stvorena je nova tvrtka imena Tokyo Shibaura Denki (Tokyo Shibaura Electric, jap. 東京芝浦電気). Tvrtka je ubrzo dobila nadimak Toshiba, no tek je 1978. tvrtka preimenovana u Toshiba Corporation.
Tvrtka se ubrzo snažno proširuje zbog unutarnjeg rasta. Obim poslova se povećava, tako da se sama grupacija Toshiba počinje dijeliti na Toshiba EMI (1960.), Toshiba međunarodna korporacija (1970-e) Toshiba električna oprema (1974.), Toshiba kemija (1974.), Toshiba rasvjeta i tehnologija (1989.), Toshiba America - Informacijski sustavi (1989.) i Toshiba prijevoznička korporacija (1999.).
Toshiba je u domovini stvorila i dosta noviteta - prvi japanski radar (1942.), prvo TAC digitalno računalo (1954.), tranzistor-televiziju i mikrovalnu pećnicu (1959.), color video telefon (1971.), japanski tekst procesor (1978.), MRI sustav (1982.), laptop računalo (1986.), NAND EEPROM (1991.), DVD (1995.), Libretto notebook računalo (1996.) i HD DVD (2005.).
1977. Toshiba se spojila s brazilskom tvrtkom Semp (Sociedade Eletromercantil Paulista). formirajući Semp Toshiba.
Toshiba Machine, podružnica tvrtke Toshiba je 1987. godine optužena zbog nezakonite prodaje CNC strojeva koji se koriste za izradu propelera za veoma tihe podmornice Sovjetskom Savezu, što je bilo u suprotnosti s CoCom sporazumom. CoCom je predstavljao međunarodni embargo nametnut određenim zemljama COMECON zajednice. U Toshiba-Kongsberg skandal bili su uključeni norveška podružnica Toshibe i norveška kompanija Kongsberg Vaapenfabrikk. Incident zategnutih odnosa između Sjedinjenih Američkih Država i Japana rezultirao je uhićenjem i procesuiranjem dvojice viših direktora kao i nametanje sankcija u obje kompanije (norveška i japanska). SAD se oduvijek oslanjao na činjenicu da SSSR ima bučne brodove te bi stoga tehnologija izrade tihih sovjetskih podmornica koje je moguće teže otkriti predstavljala značajnu prijetnju sigurnosti Amerike. Tadašnji senator Pennsylvanije, John Heinz, rekao je: "Ono što su Toshiba i Kongsberg učinili predstavlja prodaju sigurnosti Sjedinjenih Američkih Država za 517 milijuna dolara."
2001. Toshiba je potpisala ugovor s Orion Electric, jednim od najvećih svjetskih proizvođača i dobavljača OEM potrošačke video elektronike. Ugovorom je dogovoreno da Orion Electric proizvodi i distribuira TV i video proizvode za Toshibu kako bi se zadovoljila sve veća potražnja na sjevernoameričkom tržištu. Ugovor je završio 2008. godine, nakon sedam godina Orionove proizvodnje OEM proizvoda.
U prosincu 2004. Toshiba je tiho najavila da će prekinuti proizvodnju tradicionalnih kućnih TV prijemnika s katodnom cijevi (CRT cijev). 2006. godine tvrtka je prestala proizvoditi i kućne plazma TV prijemnike. Zbog toga im je tvrtka Orion Electric proizvodila i distribuirala plazma i CRT televizore do 2007. godine. Kako bi osigurala budućnost na području flat-panel digitalne televizije, Toshiba je izvršila znatna ulaganja u novu vrstu tehnologije prikaza, nazvanu SED.
Prije 2. svjetskog rata, Toshiba je bila članica grupacije Mitsui. Danas je Toshiba članica Mitsui keiretsu te još uvijek ima preferencijalne dogovore s Mitsui Bankom i drugim članovima kereitsua. Sve tvrtke udružene u kereitsu, tradicionalno su međusobno lojalne.
U srpnju 2005. BNFL je potvrdio da planira prodati Westinghouse Electric Company, čija je vrijednost nedugo zatim procijenjena na 1,8 milijardi USD. Ova ponuda privukla je interes nekoliko tvrtki, uključujući Toshibu, General Electric i Mitsubishi Heavy Industries. Kada je Financial Times 23. siječnja 2006. izvjestio da će se prihvatiti Toshibina ponuda, vrijednost tvrtke je porasla na 5 mljrd. USD. Ponuda je iznenadila mnoge financijske stručnjake koji su doveli u pitanje razlog prodaje jednog od najvećih svjetskih proizvođača nuklearnih reaktora uoči očekivanog porasta tržišta nuklearne energije. Od SAD-a, Kine i Velike Britanije očekivalo se veliko ulaganje sredstava u nuklearnu energiju.
Toshiba je 17. listopada 2006. preuzela Westinghouse Electric Company za 5,4 mljrd. USD, čime je tvrtka stekla 77% udjela, dok su partneri, The Shaw Group i Ishikawajima-Harima Heavy Industries Co. Ltd. stekli 20 odnosno 3% udjela.
Također, Toshiba je krajem 2007. zamijenila stari logo tvrtke novim koji je prikazan na jednom od ekrana na One Times Squareu.
U siječnju 2009. Toshiba je preuzela proizvodnju HDD uređaja od Fujitsua. Ovim poslovnim prijenosom zaključen je kraj prvog fiskalnog kvartala 2009.
Toshiba također proizvodi i male kućanske aparate, od kojih su najpoznatija potpuno automatska kuhala riže.

## Tvrtke unutar Toshibe
- Toshiba laptopToshiba Laptops
  - Laptop Computing UK
  - Laptop Computing IE
  - Laptop Computing SW
  - Laptop Computing FI
  - Laptop Computing DK
  - Laptop Computing NO
- Grupa digitalnih proizvoda
  - mobilne komunikacije
  - digitalna medijska mreža
  - osobna i mrežna računala uključujući diviziju vezanu za poslovne komunikacije
- Elektronički uređaji & komponente
  - semiconductori
  - display uređaji & komponente centralnog upravljanja
  - tvrdi diskovi i puna diskovna enkripcija u suradnji s Fujitsuom[8][9]
- Infrastrukturni sustavi
  - Toshiba sustavi napajanja (kombinirane plinske elektrane, nuklearne elektrane, hidro-električne elektrane te povezane komponente)
  - Toshiba industrijski sustavi (električna oprema)
  - sustavi socijalne infrastrukture u tvrtkama[10]
- Toshiba TEC korporacija
  - maloprodajna rješenja
  - multifunkcionalne periferije
  - auto ID rješenja
    - bar-kod pisači
    - RFID proizvodi

  - inkjet glave
- Ultimate serija proizvoda

## HD DVD
19. siječnja 2008. Toshiba je najavila da će odbaciti svoj multimedijalni format u HD DVD "ratu" sa Sonyjem i Pioneerom koji su razvili Blu-ray format. Nakon pregleda poslovanja, Toshiba je najavila prestanak proizvodnje HD DVD playera i snimača.
HD DVD format pretrpio je jak poraz budući da većina američkih filmskih studija koristi Blu-ray format koji su razvili Sony, Pioneer, Philips, Panasonic i druge tvrtke. Toshibin predsjednik Atsutoshi Nishida izjavio je: "Na temelju brze odluke zaključili smo da ćemo i dalje biti najbolji ako nastavimo (misleći na HD DVD) te su zbog toga nastali problemi kod potrošača te jednostavno nismo imali šanse za pobjedu."
Toshiba je nastavila opskrbljivati trgovce s HD DVD uređajima do kraja ožujka 2008. te je nastavila pružati tehničku podršku potrošačima tih uređaja za koje se procjenjuje da ih diljem svijeta ima oko milijun. Također, Toshiba je najavila da će proizvoditi vlastite Blu-ray playere kao i Blu-ray drive-ove za osobna i prijenosna računala. Također, tvrtka je najavila i svoju namjeru da se pridruži BDA, tvrtki koja nadgleda razvoj Blu-ray formata.
Borba između HD DVD i Blu-ray formata uspoređena je kao VHS-ova bitka s Betamax formatom na području video kazeta tokom 1980-ih.

## 3D televizija
U listopadu 2010.Toshiba je na elektroničkom sajmu CEATEC predstavila Toshiba Regza GL1 21" LED TV i LCD naočale za gledanje 3D televizije. TV prijemnik imao je i sposobnost 3D gledanja i bez korištenja naočala (integralni sustav s devet paralaksnih slika s vertikalnim lećama kao na Philipsovom modelu Dimenco). U prosincu 2010. bit će pušteni GL1 od 12" i 20".

## Utjecaj na okoliš
E-otpad negativno utječe na okoliš zbog nerazumnog bacanja stare elektroničke opreme poput računala, DVD playera i ostalog u prirodu. Većina e-otpada je opasna za okolinu zbog njihovog oslobađanja toksičnih materijala u tlo i vodu, kao što su živa i olovo, što kasnije utječe na zdravlje ljudi i životinja te prirodnu vegetaciju.
Zbog toga Toshiba poduzima napore kako bi se smanjio utjecaj ovakvog otpada na okoliš. U ožujku 2008. tvrtka je osvojila prvo mjesto na Greenpeaceovom sedmom izdanju Vodiča za zeleniju elektroniku. Toshiba je ocjenjena sa 7,7 bodova (od 10 mogućih), prikazujući poboljšanje u recikliranju i kemijskim sredstvima. To je za tvrtku bio veliki napredak jer je na prethodnom Greenpecovom izdanju, tvrtka je osvojila 6. mjesto.
Toshiba je usmjerena na poboljšanje svojih rezultata na području pojedinačne odgovornosti proizvođača gdje se mjeri koliko efikasno se poduzeće bavi e-otpadom iz vlastite proizvodnje. Toshiba također od 2008. surađuje s kineskim sveučilištem Tsinghua s ciljem da se formira istraživačka ustanova koja bi se bavila temama očuvanja energije i okoliša. Novi Toshibin energetsko istraživački centar nalazi se u Pekingu gdje 40 studenata sveučilišta radi na istraživanju opreme pokretane električnom energijom i novim tehnologijama koje će pomoći da se zaustavi proces globalnog zagrijavanja. Toshiba se kroz ovo partnerstvo nada da će razvijati proizvode koji će bolje zaštititi okoliš i štediti energiju u Kini. Ugovor o suradnji sveučilišta Tsinghua i Toshibe službeno je počeo vrijediti od listopada 2007. kada su obje strane potpisale sporazum o zajedničkim istraživanjima energetike i okoliša. Zajednički projekti vezani su i na područja smanjenja zagađenja koje uzrokuju automobili te na stvaranje elektroenergetskog sustava koji neće negativno utjecati na okoliš.

## Sport
Toshiba osim u razvoj i proizvodnju novih tehnologija, ulaže i u sport. Tako je Toshiba sponzor jednog ragbi i jedndog nogometnog kluba:
- Toshiba Brave Lupus
- Santos Futebol Clube

## Vanjske poveznice
- Toshibin svjetski portal
- Toshiba multimedija  Arhivirana inačica izvorne stranice od 22. ožujka 2012. (Wayback Machine)
- Toshiba medicinska oprema